# Francis Brinkley
Francis Brinkley (30 décembre 1841 - 12 octobre 1912) est un propriétaire de journaux et éditeur britannique qui fut conseiller étranger au Japon pendant l'ère Meiji. Il vécut dans ce pays la majeure partie de sa vie et il est l'auteur de plusieurs livres sur la culture, l'art, et l'architecture japonaises, et d'un dictionnaire anglais-japonais. Il est aussi connu sous le nom de Frank Brinkley ou de Capitaine Francis Brinkley, et fut le grand-oncle de Cyril Connolly.

## Premières années
Frank Brinkley nait en 1841 dans le comté de Meath. Il est le treizième et dernier enfant de Matthew Brinkley (1797-1855), et de sa femme Harriet Graves (1800-1855). Son grand-père paternel, John Brinkley, était le dernier évêque de Cloyne et le premier astronome royal d'Irlande, tandis que son grand-père maternel, Richard Graves, était professeur au Trinity College de Dublin et le doyen d'Ardagh. L'une des sœurs de Brinkley, Jane (Brinkley) Vernon du château de Clontarf, était la grand-mère de Cyril Connolly. Une autre sœur, Anna, devint la comtesse douairière de Kingston après la mort de son premier mari, James King, 5ème comte de Kingston et fut la dernière personne à vivre au château de Mitchelstown. De par la famille de sa mère, Brinkley est lié à Richard Francis Burton, un linguiste reconnu qui partagea sa passion pour les cultures étrangères avec Brinkley.
Brinkley étudia à la Royal School Dungannon avant d'entrer au Trinity College, où il eut les meilleurs résultats en mathématiques et en littérature antique. Après ses études, il choisit une carrière militaire et fut accepté à l'académie royale militaire de Woolwich, et devint officier d'artillerie. À ce titre, son cousin, Sir Richard Graves MacDonnell, le 6e gouverneur de Hong Kong (1866-1872), l'invita en Extrême-Orient pour devenir son assistant et aide de camp.
En 1866, pendant son séjour à Hong Kong, Brinkley se rendit à Nagasaki et assista à un duel entre deux samouraïs. Une fois que le vainqueur eut tué son adversaire, il le recouvrit de sa veste de kimono (haori) et s'agenouilla pour prier les mains jointes. Brinkley fut tellement impressionné par la conduite de ce guerrier japonais qu'il décida de rester dans ce pays.

## Vie au Japon
En 1867, le capitaine Brinkley s'installa au Japon, pour ne plus jamais revenir en Europe. Attaché à la légation britannique, et toujours officier du Régiment Royal d'Artillerie, il fut attaché militaire à l'ambassade. Il donna sa démission en 1871 pour devenir conseiller étranger auprès du gouvernement de Meiji, et il enseigna les techniques d'artillerie à l'école de la Marine impériale japonaise. Il maîtrisa la langue japonaise peu de temps après son arrivée, aussi bien à l'oral qu'à l'écrit.
En 1878, il fut invité à enseigner les mathématiques à l'École impériale du génie, qui fut plus tard incorporée dans l'université impériale de Tokyo, et il resta à ce poste pendant deux ans et demi.
La même année, il épousa Tanaka Yasuko, la fille d'un samouraï du clan Mito. Une loi japonaise de 1873 autorisait les mariages avec les étrangers. Brinkley refusa d'enregistrer son mariage auprès de la légation britannique pour que son épouse obtienne la nationalité britannique car dans ce cas, elle aurait dû renoncer à la nationalité japonaise. Ils eurent deux filles et un fils, Jack Ronald Brinkley (1887-1964).
De 1881 à sa mort, il fut le propriétaire du journal Japan Mail (qui fusionna plus tard avec le Japan Times), recevant un soutien financier du gouvernement japonais, et conserva par conséquent une position pro-japonaise. Le journal fut peut-être le plus influent et le plus lu des journaux de langue anglaise en extrême-orient.
Après la guerre sino-japonaise (1894-1895), Brinkley devint le correspondant à Tokyo du Times de Londres et gagna en renommée grâce à ses dépêches pendant la guerre russo-japonaise de 1904-1905. Il fut décoré de l'ordre du Trésor sacré par l'empereur Meiji pour ses contributions dans les relations entre le Japon et le Royaume-Uni. Il fut aussi conseiller à la Nippon Yusen Kaisha, la plus grande compagnie maritime du Japon. F.A. MacKenzie, un important journaliste anglais, écrivit :
« La grande connaissance de la culture et de la langue japonaises du capitaine Brinkley est reconnu et admiré par tous. Son jugement est, cependant, affaibli par ses relations étroites et officielles avec le gouvernement japonais et par son intérêt personnel dans l'industrie japonaise. Son journal est généralement considéré comme pro-gouvernemental et il a réussi à devenir un défenseur des revendications japonaises plus vigoureux encore que les Japonais eux-mêmes. Il peut être avancé qu'à chaque fois qu'un litige apparait entre les intérêts japonais et britanniques, le capitaine Brinkley et son journal prennent la défense des Japonais. »
La dernière dépêche de Brinkley pour le Times fut écrite sur son lit de mort en 1912 et fait rapport d'un seppuku : l'empereur était mort récemment et pour montrer leur fidélité au souverain défunt, le général Maresuke Nogi et sa femme se suicidèrent à l'arme blanche (hara-kiri).

## Vie privée
Frank Brinkley avait plusieurs passe-temps comme le jardinage, sa collection de poterie et d'œuvres d'art japonaises, le cricket, le tennis, l'équitation et la chasse. Une partie de son importante collection fut donnée à différents musées dans le monde entier, mais la plus grande partie fut perdue dans le grand tremblement de terre de 1923 et à la suite des dégâts de la Seconde Guerre mondiale.
Il écrivit des livres pour les débutants intéressés par la langue japonaise et son livre de grammaire et son dictionnaire anglais-japonais (compilés avec les travaux de Fumio Nanjo (en) et de Yukichika Iwasaki) étaient considérés comme les livres d'étude de ceux qui apprenaient l'anglais pendant la seconde moitié de l'ère Meiji (1868-1912).
Il écrivit beaucoup sur l'histoire japonaise et l'art japonais. Son livre A History of the Japanese People publié à titre posthume en 1915 par le Times recouvre l'histoire, l'art et la littérature japonaises des origines jusqu'à l'ère Meiji.

## Mort
Francis Brinkley meurt en 1871 à l'âge de 70 ans, un mois après le suicide du général Nogi. Parmi les personnes assistantes à ses funérailles, il y avait le membre de la chambres des pairs, Tokugawa Iesato, le ministre de la Marine, Saitō Makoto, et le ministre des Affaires étrangères, Uchida Kōsai. Il est enterré dans la section des étrangers au cimetière d'Aoyama à Tokyo.
Sur son lit de mort, Frank Brinkley raconta à son fils, Jack, une anecdote qui se déroula pendant la guerre russo-japonaise. Après la défaite des Russes à la bataille de Mukden, le chef de l'État-major japonais, Kodama Gentarō, revint en secret au Japon pour exhorter le gouvernement à conclure un traité avec la Russie. À l'époque, il confia ce secret à Brinkley, le correspondant étranger du Times, ce qui démontre la confiance qu'il avait en lui.

## Publications
- Japan (1901)
- Japan and China (1903)
- A History of the Japanese people(1915)
- Unabridged Japanese-English Dictionary'
- Divers articles sur le Japon dans des encyclopédies.